# اتفاقيات إبراهيم

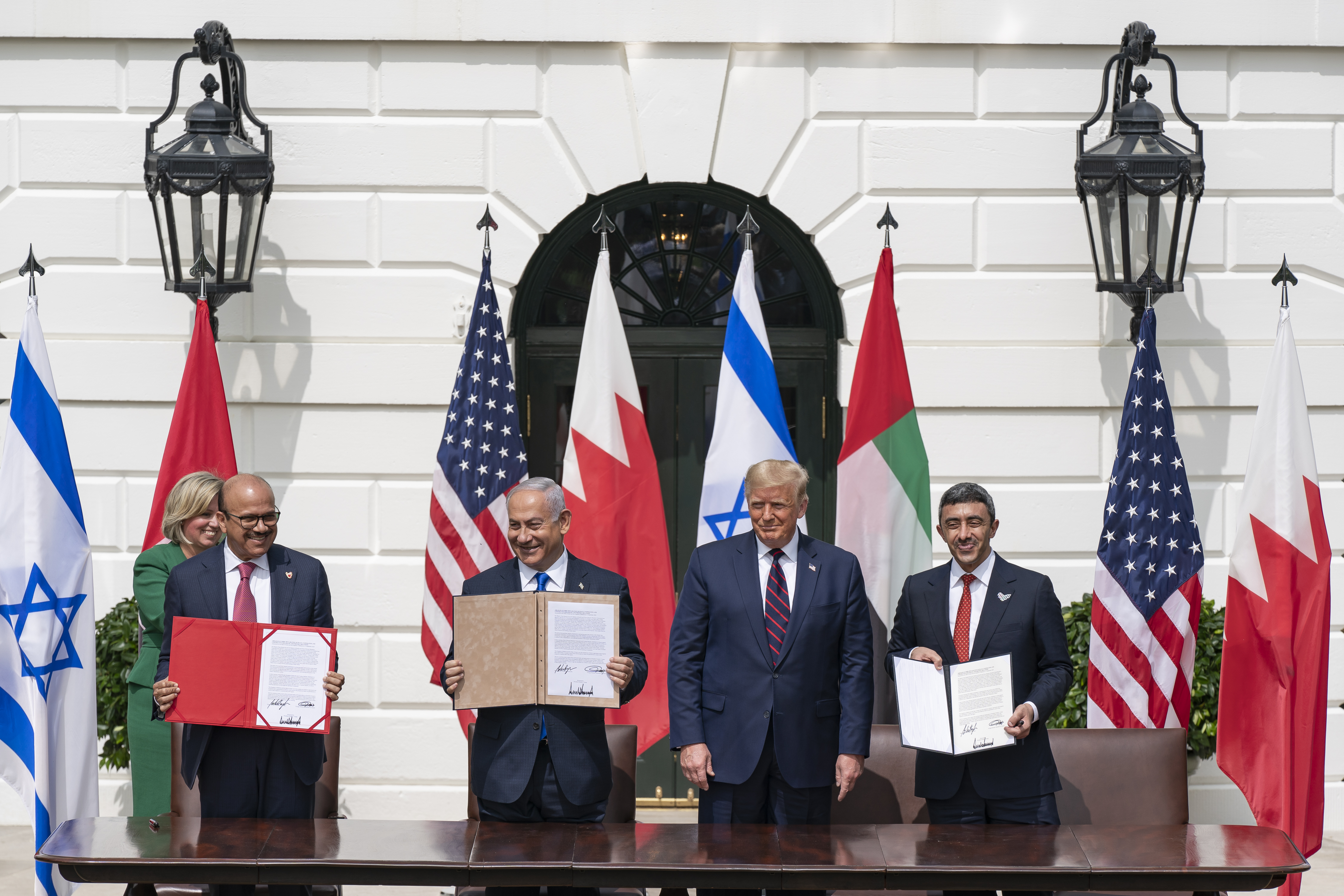
حفل توقيع اتفاقيات إبراهيم في البيت الأبيض في 15 سبتمبر 2020، ويظهر في الصورة من اليمين، كل من وزير الخارجية الإماراتي الشيخ عبد الله بن زايد والرئيس الأمريكي دونالد ترامب ورئيس الوزراء الإسرائيلي بنيامين نتنياهو ووزير الخارجية البحريني عبد اللطيف الزياني.

اتفاقيات إبراهيم أو الاتفاقيات الإبراهيمية (بالعبرية: הסכמי אברהם) (بالإنجليزية: Abraham Accords) ويُشار إليها أيضًا باسم اتفاق إبراهيم أو الاتفاق الإبراهيمي؛ اسم يُطلق على مجموعة من اتفاقيات السلام التي عُقِدت بين إسرائيل ودول عربية برعاية الولايات المتحدة. استخدم الاسم أوّل مرة في بيان مشترك لإسرائيل والإمارات العربية المتحدة والولايات المتحدة، صدر في 13 أغسطس 2020، واستخدم لاحقًا للإشارة بشكل جماعي إلى اتفاقيات السلام الموقعة بين إسرائيل والإمارات العربية المتحدة، وبين إسرائيل والبحرين. كانت هذه هي المرة الأولى التي توقع فيها دولة عربية اتفاقية للسلام مع إسرائيل منذ أن وقع الأردن اتفاقية للسلام مع إسرائيل عرفت باسم معاهدة السلام الأردنية الإسرائيلية في عام 1994. لاحقًا، انضمت كل من المغرب والسودان إلى الاتفاق.
سُمّيت اتفاقية السلام بين الإمارات العربية المتحدة وإسرائيل رسميًا باسم "معاهدة اتفاق إبراهيم للسلام"، وكذا أطلق على اتفاقية السلام الموقعة بين البحرين وإسرائيل، وهما الاتفاقان اللذان رعتهما الولايات المتحدة وأعلنت عنهما في 11 سبتمبر 2020.
نُسِبت الاتفاقيات إلى إبراهيم، المُلقب بأبي الأنبياء، وهو شخصية دينية محل تقدير واحترام كبيرين في اليهودية والإسلام ويعد نبيًا ورسولًا في كلتا الديانتين، وينتسب إليه اليهود من ولده النبي إسحاق بينما ينتسب إليه العرب وعلى رأسهم الرسول محمد من ولده النبي إسماعيل، وتنتسب إليه الديانات السماوية الثلاث، اليهودية والمسيحية والإسلام، إذ تُسمى بالديانات الإبراهيمية.

## تسلسل الأحداث
في 28 يناير 2020، أعربت إدارة الرئيس الأمريكي دونالد ترامب عن مقترَحها للسلام الإسرائيلي-الفلسطيني في حفل أُقيم في البيت الأبيض. كان أحد مكونات الخطة المتصوَّرة تطبيق القانون الإسرائيلي على إزاء %30 من الضفة الغربية أو ضمها. وفي 12 يونيو 2020 كتب سفير الإمارات في الولايات المتحدة يوسف العتيبة مقالة في محاولة لوقف خطط إسرائيل لضمّ أراضي الضفة الغربية، وقد وُجّهت إلى الجمهور الإسرائيلي ونُشرت في الصفحة الأولى لصحيفة يديعوت أحرونوت الإسرائيلية. كانت للبيت الأبيض أيضًا تحفظات بشأن الضمّ، شكّلت موضع نقاش بين آفي بيركوفيتش، مبعوث الشرق الأوسط في الولايات المتحدة، ورئيس الوزراء الإسرائيلي بنيامين نتنياهو في اجتماعات عُقدت في إسرائيل على مدى ثلاثة أيام في أواخر يونيو 2020، اقترح بيركوفيتش خلالها بديلًا للضم، وهو التطبيع مع الإمارات.
في 2 يوليو 2020، التقى العتيبة ببيركوفيتش لمواصلة مناقشة خطة بديلة للضم. فضلًا عن معارضة كلتا الدولتين لإيران، ساهمت مخاوف الإمارات التي تناولها العتيبة في مقالته وتخطيطه مع جاريد كوشنر، كبير مستشاري رئيس الولايات المتحدة، وبيركوفيتش في جلب الأطراف المعنية إلى طاولة المفاوضات لتحديد حل بديل قاد في النهاية إلى اتفاق التطبيع الذي أُبرم في أغسطس 2020. ونتيجة لهذا الاتفاق، أُجّلت الخطط الإسرائيلية لضم أجزاء من الضفة الغريية.
بعد ساعات من الإعلان عن اتفاقيات التطبيع التي توسطت فيها الولايات المتحدة بين إسرائيل والإمارات، اتصل مسؤولون بحرينيون كبار بكوشنر ومساعده بيركوفيتش للإسفار عن رغبتهم في أن تكون البحرين الدولة التالية في التطبيع مع إسرائيل. عقب هذه المكالمة، وعلى مدار الـ-29 يومًا التالية، تفاوض كوشنر وبيركوفيتش مع البحرين وسافرا إليها حتى إبرام الصفقة في 11 سبتمبر 2020، في مكالمة هاتفية بين ترامب ونتنياهو وملك البحرين. التزمت الدول رسميًا بالاتفاقات في 15 سبتمبر 2020، مع التوقيع على اتفاقيات إبراهيم في الحديقة الجنوبية للبيت الأبيض.
في 23 أكتوبر 2020، اتفقت إسرائيل والسودان على تطبيع العلاقات، مما جعل السودان ثالث دولة عربية تنحّي عداءها تجاه إسرائيل جانبًا خلال شهرين، وذلك بعد تفاوض أشرفت عليه الولايات المتحدة.
في 10 ديسمبر 2020، أعلن الرئيس ترامب أن إسرائيل والمملكة المغربية اتفقتا على إقامة علاقات دبلوماسية كاملة. استوجب أحد بنود الصفقة موافقة الولايات المتحدة على الاعتراف بالسيادة المغربية على الصحراء الغربية. ويذكر أن الدولتين قد أقامتا علاقات دبلومسية بينهما بعد إبرام اتفاقيات أوسلو بين إسرائيل والفلسطينيين ثم قطعت في أعقاب اندلاع انتفاضة الأقصى بينهما عام 2000. 
وفقًا لأقوال المحلل العسكري بصحيفة "هآرتس" الإسرائيلية عاموس هرئيل، فإن الغاية من اتفاقيات إبراهيم والتطبيع مع دول عربية وإسلامية أخرى هي تشكيل حلف استراتيجي معاضد للولايات المتحدة في المنطقة، وذلك لمجابهة الطموحات الشيعية الإيرانية، ولإثبات عدم احتياج إسرائيل لإنهاء الصراع وللسلام مع الفلسطينيين من أجل تحسين علاقاتها مع دول عربية وإسلامية.

## العوامل
تعود عملية تطبيع العلاقات بين إسرائيل وعدد من الدول العربية إلى جملة من العوامل الاستراتيجية والسياسية والاقتصادية التي تلاقت مصالح الأطراف حولها. من أبرز هذه العوامل تصاعد التهديد الإيراني في المنطقة، حيث رأت دول الخليج في إسرائيل شريكًا أمنيًا يمكن الاعتماد عليه في مواجهة النفوذ الإيراني. في الوقت ذاته، وفّر الضغط الأمريكي المباشر، خصوصًا مع اقتراب الانتخابات الرئاسية عام 2020، دافعًا إضافيًا لدول الخليج والسودان والمغرب للمضي قدمًا في مسار التطبيع، مقابل وعود أمريكية بتقديم امتيازات سياسية واقتصادية، مثل صفقات تسليح متقدمة، شطب السودان من قائمة الدول الراعية للإرهاب، والاعتراف الأمريكي بسيادة المغرب على الصحراء الغربية. 
علاوة على ذلك، أدركت هذه الدول أن التعاون مع إسرائيل يتيح لها الاستفادة من خبراتها في مجالات التكنولوجيا، والزراعة، والأمن السيبراني والسياحة، ويفتح أمامها أسواقًا جديدة وفرصًا استثمارية واسعة. ومن منظور إسرائيلي، مثلت هذه التطورات فرصة تاريخية للخروج من العزلة الإقليمية، وتعزيز مكانتها الدولية، وتشكيل جبهة إقليمية موحدة في مواجهة التحديات المشتركة، وعلى رأسها إيران.

## الوثائق

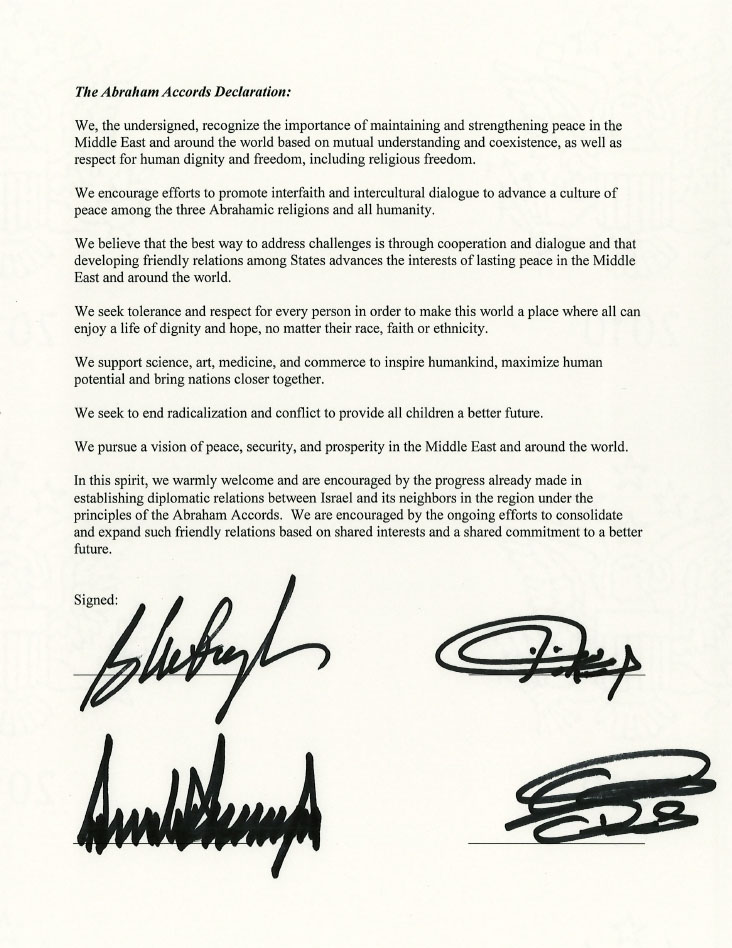
بيان الاتفاقيات الإبراهيمية، وتظهر تواقيع: رئيس الوزراء الإسرائيلي بنيامين نتنياهو (أقصى اليسار في الأعلى)، ثم على يمينه توقيع وزير الخارجية البحريني عبد اللطيف الزياني ثم أدنى منه توقيع وزير الخارجية الإماراتي الشيخ عبد الله بن زايد آل نهيان ثم على يساره توقيع الرئيس الأمريكي دونالد ترامب.

الوثائق الموقعة ضمن اتفاقيات إبراهيم:
| الاسم                                | الاسم الرسمي                 | الاسم الرسمي | التاريخ        | الموقعون                                                                                             | نص الوثيقة |
| الاسم                                | بالعربية                     | بالإنجليزية | التاريخ        | الموقعون                                                                                             | نص الوثيقة |
| ------------------------------------ | ---------------------------- | --- | -------------- | --- | ---------- |
| البيان                               | بيان الاتفاقيات الإبراهيمية  | The Abraham Accords Declaration | 15 سبتمبر 2020 | الإمارات العربية المتحدة · البحرين · إسرائيل · الولايات المتحدة                                      | [ 15 ]     |
| معاهدة السلام الإماراتية الإسرائيلية | الاتفاق الإماراتي الإسرائيلي | Abraham Accords Peace Agreement: Treaty of Peace, Diplomatic Relations and Full Normalization Between the United Arab Emirates and the State of Israel | 15 سبتمبر 2020 | الإمارات العربية المتحدة (أحد طرفي الاتفاق) · إسرائيل (أحد طرفي الاتفاق) · الولايات المتحدة (الشاهد) | [ 16 ]     |
| معاهدة السلام البحرينية الإسرائيلية  | الاتفاق البحريني الإسرائيلي  | Abraham Accords: Declaration of Peace, Cooperation, and Constructive Diplomatic and Friendly Relations                                                 | 15 سبتمبر 2020 | البحرين (أحد طرفي الاتفاق) · إسرائيل (أحد طرفي الاتفاق) · الولايات المتحدة (الشاهد)                  | [ 17 ]     |
| اتفاق السلام السوداني الإسرائيلي     | الاتفاق السوداني الإسرائيلي  | Abraham Accords: Sudan-Israel Peace Agreement | 23 أكتوبر 2020 | السودان (أحد طرفي الاتفاق) · إسرائيل (أحد طرفي الاتفاق) · الولايات المتحدة (الشاهد)                  | [ 18 ]     |
| اتفاق السلام المغربي الإسرائيلي      | الاتفاق المغربي الإسرائيلي   | Abraham Accords: Morocco-Israel Peace Agreement | 22 ديسمبر 2020 | المغرب (أحد طرفي الاتفاق) · إسرائيل (أحد طرفي الاتفاق) · الولايات المتحدة (الشاهد)                   | [ 19 ]     |